# قائمة أسوأ نتائج في مواسم الدوري الرئيسي لكرة القاعدة
هذه قائمة بالفرق صاحبة أسوأ مواسم في دوري كرة القاعدة الرئيسي من حيث النتائج والأقل في ترتيب فرق الدوري من حيث نسبة الفوز (0.300 أو أقل) على الرغم من أن كل فريق لعب ما لا يقل عن 120 مباراة خلال كل موسم.

## قائمة الفرق صاحبة أسوأ مواسم في دوري كرة القاعدة الرئيسي

### في القرنين العشرين والحادي والعشرين (1901–حتى الآن)
تندرج فرق وأندية كرة القاعدة المدرجة في الدوري الرئيسي لكرة القاعدة بدءًا من عام 1900 وحتى الآن ضمن أربعة أقسام رئيسيّة:
- الدوري الوطني لكرة القاعدة للمُحترفين (NL)
- الدوري الأمريكي لكرة القاعدة للمُحترفين (AL)
- دوري الرابطة الأمريكية لكرة القاعدة للمحترفين (AA)
- دوري اللاعبين الوطني لكرة القاعدة للمحترفين (PL)

ويوضح الجدول التالي قائمة الفرق التي احتلت المركز الأخير في مواسم الدوري الرئيسي لكرة القاعدة بدءا من عام 1900 وحتى الآن:
| الموسم | الفريق            | الدوري                                 | عدد مرات الفوز | عدد مرات الخسارة | نسبة الفوز | فارق نسبة الفوز عن أقرب فريق |
| ------ | ----------------- | -------------------------------------- | -------------- | ---------------- | ---------- | ---------------------------- |
| 1916   | فيلادلفيا أثلتكس  | الدوري الأمريكي لكرة القاعدة للمُحترفين | 36             | 117              | .235       | 54½                          |
| 1935   | بوسطن بريفز       | الدوري الوطني لكرة القاعدة للمُحترفين   | 38             | 115              | .248       | 61½                          |
| 1962   | نيويورك ميتس      | الدوري الوطني لكرة القاعدة للمُحترفين   | 40             | 120              | .250       | 60½                          |
| 1904   | واشنطن سيناتورز   | الدوري الأمريكي لكرة القاعدة للمُحترفين | 38             | 113              | .252       | 55½                          |
| 2024   | شيكاغو وايت سوكس  | الدوري الأمريكي لكرة القاعدة للمُحترفين | 41             | 121              | .253       | 51½                          |
| 1919   | فيلادلفيا أتليتكس | الدوري الأمريكي لكرة القاعدة للمُحترفين | 36             | 104              | .257       | 52                           |
| 2003   | ديترويت تايجرز    | الدوري الأمريكي لكرة القاعدة للمُحترفين | 43             | 119              | .265       | 47                           |
| 1952   | بيتسبرج بايرتس    | الدوري الوطني لكرة القاعدة للمُحترفين   | 42             | 112              | .273       | 54½                          |
| 1909   | واشنطن سيناتورز   | الدوري الأمريكي لكرة القاعدة للمُحترفين | 42             | 110              | .276       | 56                           |
| 1942   | فيلادلفيا فيليز   | الدوري الوطني لكرة القاعدة للمُحترفين   | 42             | 109              | .278       | 62½                          |
| 1939   | سانت لويس براونز  | الدوري الأمريكي لكرة القاعدة للمُحترفين | 43             | 111              | .279       | 64½                          |
| 1932   | بوسطن ريد سوكس    | الدوري الأمريكي لكرة القاعدة للمُحترفين | 43             | 111              | .279       | 64                           |
| 1941   | فيلادلفيا فيليز   | الدوري الوطني لكرة القاعدة للمُحترفين   | 43             | 111              | .279       | 57                           |
| 1915   | فيلادلفيا أتليتكس | الدوري الأمريكي لكرة القاعدة للمُحترفين | 43             | 109              | .283       | 58½                          |
| 1928   | فيلادلفيا فيليز   | الدوري الوطني لكرة القاعدة للمُحترفين   | 43             | 109              | .283       | 51                           |
| 2018   | بالتيمور أوريولز  | الدوري الأمريكي لكرة القاعدة للمُحترفين | 47             | 115              | .290       | 61                           |
| 1911   | بوسطن ريستلرز     | الدوري الوطني لكرة القاعدة للمُحترفين   | 44             | 107              | .291       | 54                           |
| 2019   | ديترويت تايجرز    | الدوري الأمريكي لكرة القاعدة للمُحترفين | 47             | 114              | .292       | 54                           |
| 1909   | بوسطن دوفز        | الدوري الوطني لكرة القاعدة للمُحترفين   | 45             | 108              | .294       | 65½                          |
| 1911   | سانت لويس براونز  | الدوري الأمريكي لكرة القاعدة للمُحترفين | 45             | 107              | .296       | 56½                          |
| 1939   | فيلادلفيا فيليز   | الدوري الوطني لكرة القاعدة للمُحترفين   | 45             | 106              | .298       | 50½                          |
| 1937   | سانت لويس براونز  | الدوري الأمريكي لكرة القاعدة للمُحترفين | 46             | 108              | .299       | 56                           |
| 1945   | فيلادلفيا فيليز   | الدوري الوطني لكرة القاعدة للمُحترفين   | 46             | 108              | .299       | 52                           |
| 1936   | فيلادلفيا فيليز   | الدوري الوطني لكرة القاعدة للمُحترفين   | 45             | 105              | .300       | 43                           |

عاش فريق فيلادلفيا أتليتكس فترة ازدهار في أوائل العقد الأول من القرن العشرين، وهي الفترة التي توج فيها بطلا للدوري الأمريكي لكرة القاعدة للمحترفين في أعوام 1910 و1911 و1913 و1914، كما فاز بلقب بطولة العالم لكرة القاعدة في أعوام 1910 و1911 و1913. ومع ذلك، شعر مالك ومدير الفريق كوني ماك بأنه غير قادر على دفع رواتب لاعبيه النجوم أثناء عمل الدوري الفيدرالي، مما دفعه إلى بيع أو تداول معظم لاعبيه في أعقاب بطولة العالم لكرة القاعدة لعام 1914، والتي انتهت بفوز فريق أوكلاند على فريق بوسطن بريفز باكتساح في 4 مباريات. تراجع أداء فريق فيلادلفيا أتليتكس بعد بيع لاعبيه ليحتل بعد ذلك المركز الأخير في الدوري الأمريكي لكرة القاعدة للمحترفين بدءًا من عام 1915 وحتى عام 1922. ففي عام 1916، فاز فريق فيلادلفيا أتليتكس في 36 مباراة (منها 13 مباراة خارج أرضه) وهزم في 117 مباراة (منها 64 خارج أرضه)، بنسبة فوز بلغت 0.235، والتي تُعدّ سادس أدنى نسبة فوز يسجلها فريق في تاريخ الدوري الرئيسي لكرة القاعدة وأدنى نسبة فوز سُجلت منذ عام 1900.
كان فريق بوسطن بريفز عام 1935 يضم لاعبي قاعة المشاهير رابيت مارانفيل (43 عامًا) وبابي روث (40 عامًا). كان مالك فريق بريفز إميل فوكس قد وعد روث بحصة ملكية في بريفز وفرصة لإدارة النادي في المستقبل القريب لكنه لم يكن لديه أي نية في الوفاء بأي منهما. اعتزل روث في الأول من يونيو عام 1935، بعد أن حقق معدل ضربات .181 في 72 ضربة لصالح بريفز، مع ستة أشواط منزلية (كانت آخر ثلاثة في نفس اليوم، 25 مايو 1935، في بيتسبرغ). اضطر فوكس، الذي عانى من مشاكل مالية لمدة عقد من الزمان، إلى التخلي عن السيطرة على بريفز قبل نهاية الموسم. نسبة فوز فريق برافيز على أرضه (0.167) هي خامس أدنى نسبة لأي فريق في دوري البيسبول الرئيسي وأدنى نسبة منذ عام 1900.
أنشئ نادي نيويورك ميتس في عام 1962 لملء الفراغ الذي أحدثه في مدينة نيويورك إغلاق أندية نيويورك جاينتس وبروكلين دودجرز في نهاية موسم عام 1957، غير أن فريق نيويورك ميتس الناشئ ضم العديد من اللاعبين منخفضي المهارات مثل مارف ثرونبيري، واللاعبين المبتدئين مثل تشو تشو كولمان، بالإضافة إلى لاعب كرة القاعدة المسن ريتشي أشبورن، لينهي الفريق موسمه الأول بنسبة فوز بلغت 0.250 بعد أن استطاع الفوز في 40 مباراة وخسر في 120 مباراة مسجلا بذلك ثاني أعلى نسبة خسارة خلال موسم واحد في تاريخ الدوري الرئيسي لكرة القاعدة في العصر الحديث. ظل فريق نيويورك ميتس يحتل المركز الأخير أو قبل الأخير في الدوري لمدة سبع سنوات متتالية قبل أن يحدث مفاجأة مدوية بفوزه ببطولة العالم لكرة القاعدة عام 1969.
كان فريق ديترويت تايجرز قد لعب 156 مباراة خلال موسم عام 2003 فاز في 38 مباراة منها بينما خسر في 118 مباراة، على الرغم من تحقيقه الفوز في خمس من آخر ست مباريات له خلال ذلك الموسم. وفي مباراته قبل الأخيرة بالموسم، والتي لُعبت في 27 سبتمبر (أيلول) 2003، كان فريق ديترويت تايجرز مهزوما بنتيجة 8-0 قبل أن يستطيع لاعبيه تدارك النتيجة والفوز على فريق مينيسوتا توينز بنتيجة 9-8. فاز فريق ديترويت تايجرز بعد ذلك بمباراته النهائية خلال الموسم، ومع ذلك فقد كان اللاعب مايك ماروث الذي كان قد انتقل حديثا إلى الفريق، والذي كان لا يزال رامي كرة مبتدئ في ذلك الوقت، هو أول رامي كرة يخسر 20 مباراة في موسم واحد منذ خسر برايان كينغمان، رامي فريق أوكلاند أثليتكس 20 مباراة خلال موسم عام 1980. كذلك احتل لاعب الفريق رامون سانتياجو المركز الثاني عشر كأكثر اللاعبين الحاصلين على التاج الثلاثي للرمي، والذين خسروا أكبر عدد من المباريات في موسم واحد في تاريخ دوري كرة القاعدة الرئيسي في العصر الحديث، بعدما أنهى الموسم مع الفريق في المركز الأخير في جميع فئات التاج الثلاثي الثلاث. دفع ذلك الموسم السيء أحد خبراء إحصائيات كرة القاعدة إلى حد وصف فريق ديترويت تايجرز بأنهم ربما كانوا أسوأ فريق على الإطلاق بدون وجود عذر جيد، على حين كان لكل فريق آخر موجود في القائمة من الأسباب الفعلية ما يبرر أداءه السيء من حيث وضعه في الدوري الصغير، أو كونه لا يزال فريقا ناشئا أو متوسعا يلعب موسمه الرئيسي الأول، أو أنه قد عاني من مشاكل مالية خلال الموسم.
يأتي في المرتبة التالية بعد فريق ديترويت تايجرز، فريق بالتيمور أوريولز الذي أصبح أول فريق منذ عام 2003 يفوز بأقل من 50 مباراة في موسم واحد، وكان ذلك خلال موسم عام 2018، ويليه في المرتبة الثانية وبفارق 61 مباراة فقط فريق بوسطن ريد سوكس بطل الدوري الأمريكي الشرقي وبطولة العالم.
كان فريق بيتسبرغ بايرتس قد سجل في موسم عام 2020 رقمًا قياسيًا بأقل عدد من الانتصارات التي يحققها فريق في موسم واحد منذ عام 1886 بعدما تمكن من الفوز في 19 مباراة فقط وتلقى الهزيمة في 41 مباراة، غير أنّ هذا الرقم القياسي عادة ما يتم إهماله وعدم احتسابه في الإحصائيات الرسمية بالنظر إلى نسبة الفوز التي حققها الفريق، والتي بلغت 0.317، ويرجع سبب ارتفاع نسبة الفوز عن الحد الأدنى الذي حصلت عليه الفرق الأخرى الموجودة بالقائمة (وهو 0.300) رغم العدد القليل من الانتصارات التي حققها الفريق خلال ذلك الموسم إلى أن ذلك الموسم من مواسم الدوري كان موسما مختصرا تكون من ستين مباراة فقط بسبب ظروف جائحة كوفيد-19. وفي موسم عام 2024 تلقى فريق شيكاغو وايت سوكس ثلاثة سلاسل من الهزائم المتتالية بلغت 14 مباراة متتالية، ثم 21 مباراة متتالية، ثم 12 مباراة متتالية على مدار الموسم، لكي يصل إجمالي عدد الهزائم التي تلقاها الفريق خلال ذلك الموسم حتى 27 سبتمبر (أيلول) 2024 إلى 121 خسارة، محطما بذلك الرقم القياسي الذي حققه فريق نيويورك ميتس في عام 1962 لأكبر عدد من الخسائر في العصر الحديث.

## في القرن التاسع عشر

#### في الفترة (1886–1900)
يُعد فريق كليفلاند سبايدرز هو صاحب أسوأ سجل نتائج في موسم واحد في تاريخ الدوري الرئيسي لكرة القاعدة على الإطلاق من بين الفرق التي لعبت 120 مباراة على الأقل خلال الموسم، وكان ذلك في تسعينيات القرن التاسع عشر عندما أنهى الفريق الموسم محققا 20 فوز فقط مقابل 134 هزيمة (أي بنسبة فوز تساوي 0.130 في المائة) خلال موسم عام 1899، والذي كان آخر موسم للدوري الوطني لكرة القاعدة للمحترفين يتنافس فيه 12 فريقًا. استطاع الفريق بعد ذلك أن يحقق نجاحًا معقولاً خلال حقبة التسعينيات من القرن التاسع عشر، إذ توج بلقب الدوري الطني لسبعة مواسم متتالية بدءًا من موسم عام 1892 وحتى موسم عام 1898، كما فاز بكأس تيمبل لكرة القاعدة في عام 1895. ويأتي في المرتبة التالية فريق سانت لويس براونز، بطل دوري الرابطة الأمريكية لكرة القاعدة للمحترفين الذي هبط إلى المركز الأخير خلال أربعة مواسم من بطولة الدوري الرئيسي لكرة القاعدة كان أولها في موسم عام 1897 عندما حقق 29 فوزًا (منها 11 فوزا خارج أرضه)، وتلقى 102 هزيمة (منها 61 هزيمة خارج أرضه)، وهبط إلى المركز الأخير للمرة الثانية خلال موسم عام 1898 عندما حقق 39 فوزا (منها 19 فوزا خارج أرضه) وتلقى 111 هزيمة (منها 67 هزيمة خارج أرضه). اشترى مالكو نادي كليفلاند سبايدرز الأخوان روبيسون بعد ذلك فريق سانت لويس براونز قبل موسم عام 1899، وقاموا بتبادل جميع لاعبي كليفلاند سبايدرز المتميزين، ونقلهم إلى فريق سانت لويس براونز مما أدى بفريق سانت لويس براونز إلى تحقيق نتائج جيدة، ولكنه قاد بفريق كليفلاند سبايدرز إلى تحقيق نتائج كارثية، إذ سجل فريق كليفلاند سبايدرز خلال موسم عام 1899 الرقم القياسي في الدوري الرئيسي لأكبر عدد من الهزائم المتتالية في موسم واحد بعد أن خسر ست مباريات متتالية من أصل 10 مباريات أو أكثر لعبها خلال الفترة من 26 يوليو (تموز) وحتى 16 سبتمبر (أيلول) 1899، كما خسر 27 مباراة خلال شهر سبتمبر، وكان هذا بمثابة رقم قياسي لأكبر عدد من الهزائم التي يتلقاها فريق كرة قاعدة في شهر واحد إلى أن حطم فريق واشنطن سيناتورز هذا الرقم القياسي في عام 1909 بعدما تلقى 29 هزيمة خلال شهر يوليو (تموز) 1909.
وفي نهاية الموسم كان فريق كليفلاند سبايدرز قد خسر 40 مباراة من آخر 41 مباراة، وأنهى الموسم بفارق 84 مباراة عن فريق بروكلين سوبرباس بطل الدوري الوطني عام 1899 وبفارق 35 مباراة عن فريق واشنطن سيناتورز الذي احتل المركز قبل الأخير. لعب فريق كليفلاند سبايدرز خلال هذا الموسم 112 مباراة خارج أرضه، وفي نهاية الموسم كان قد سجل رقمًا قياسيًا بخسارته لأكبر عدد من المباريات خارج أرضه، بعدما تلقى 101 هزيمة خارج أرضه، وهو الرقم القياسي لم يعد من الممكن كسره بموجب قواعد جدول الدوري الرئيسي الحالية، والتي تسمح لكل فريق بلعب 81 مباراة فقط خارج أرضه كحد أقصى.
وعلى النقيض من ذلك، تحسن أداء فريق سانت لويس براونز بشكل ملحوظ خلال موسم عام 1899، والذي تحول اسمه إلى بيرفكتوس، وضم أفضل اللاعبين الذين انتقلوا إليه من فريق كليفلاند سبايدرز عام 1898، وكان من بينهم ستة من لاعبي فريق كليفلاند سبايدرز الثمانية الأساسيين، وأربعة من رماة البداية، ومنهم اللاعب الأسطوري ساي يونج، واستطاع الفريق أن يحقق 84 فوزا وأن يتلقى 67 هزيمة خلال ذلك الموسم. أُعيدت تسمية فريق سانت لويس براونز مرة أخرى في عام 1900 ليتحول إلى فريق سانت لويس كاردينالز عام 1900، واستخدم فريق آخر من أندية الدوري الأمريكي لكرة القاعدة للمحرفين نفس الاسم السابق لفريق سانت لويس براونز.
تقلص عدد أندية الدوري الوطني لكرة القاعدة بعد موسم عام 1899 من اثني عشر فريقا إلى ثمانية فرق فقط بدءًا من موسم عام 1900 بعد إغلاق نادي كليفلاند سبايدرز، ونادي بالتيمور أوريولز الأصلي الذي انتقل أفضل لاعبيه إلى نادي بروكلين سوبرباس عام 1899، ونادي لويزفيل كولونيلز، ونادي واشنطن سيناتورز الأصلي. ساعد تقلص عدد الفرق المشاركة في الدوري الوطني لكة القاعدة بدءًا من موسم عام 1900 على نمو الدوري الغربي لكرة القاعدة وجعله واحدا من مسابقات الدوري الرئيسيًة في عام 1901 بعد أن ملأ الفراغ الذي أحدثته الأندية المغلقة في عدد من المدن، وأعيدت تسميته ليتحول إلى الدوري الأمريكي لكرة القاعدة للمحترفين في عام 1900.
ويحتل المرتبة الثالثة من الفرق التي سجلت أسوأ نتائج خلال مواسم الدوري الرئيسي لكرة القاعدة فريق لويسفيل كولونيلز الذي أنهى موسم عام 1889 بعد أن حقق الفوز في 9 مباريات فقط وهُزم في 65 مباراة مسجلا بذلك نسبة فوز بلغت 0.122، وهي النسبة التي تُصنّف كثالث أسوأ نتيجة سجلت في تاريخ الدوري الرئيسي لكرة القاعدة من بين نتائج الفرق التي لعبت 60 مباراة على الأقل خلال نفس الموسم. وقبل موسم عام 1890، أصيب فريق بيتسبيرج أليجينيز من بعض الانهيار بعد أن غادره كل لاعبي الفريق المهمين تقريبًا وانتقلوا إلى إلى فريق بيتسبرغ بورغرز أحد أندية دوري رابطة اللاعبين المحترفين لكرة القاعدة. وبسبب هذه الانتقالات الجماعية، استطاع فريق بيتسبيرج أليجينيز لعب 97 مباراة فقط من أصل 136 مباراة خارج أرضه، ونجح في الفوز في تسع مباريت منها بينما هزم في 88 مباراة خارج أرضه، وهي النتيجة التي ظلت رقما قياسيًّا حتى عام 1899، محققا بذلك نسبة فوز بلغت 0.093، والتي تُعدّ أسوأ نسبة فوز سجلها فريق خارج أرضه في تاريخ مواسم مسابقات الدوري الرئيسية لكرة القاعدة من بين نتائج الفرق التي لعبت 60 مباراة على الأقل خلال نفس الموسم.
| الموسم | الفريق              | الدوري                                        | عدد مرات الفوز | عدد مرات الخسارة | نسبة الفوز | فارق نسبة الفوز عن أقرب فريق |
| ------ | ------------------- | --------------------------------------------- | -------------- | ---------------- | ---------- | ---------------------------- |
| 1899   | كليفلاند سبايدرز    | الدوري الوطني لكرة القاعدة للمُحترفين          | 20             | 134              | .130       | 84                           |
| 1890   | بيتسبرج بايرتس      | الدوري الوطني لكرة القاعدة للمُحترفين          | 23             | 113              | .169       | 66½                          |
| 1889   | لويسفيل كولونيلز    | دوري الرابطة الأمريكية لكرة القاعدة للمحترفين | 27             | 111              | .196       | 66½                          |
| 1897   | سانت لويس براونز    | الدوري الوطني لكرة القاعدة للمُحترفين          | 29             | 102              | .221       | 63½                          |
| 1886   | واشنطن ناشونالز     | الدوري الوطني لكرة القاعدة للمُحترفين          | 28             | 92               | .233       | 60                           |
| 1886   | كانساس سيتي كاوبويز | الدوري الوطني لكرة القاعدة للمُحترفين          | 30             | 91               | .248       | 58½                          |
| 1898   | سانت لويس براونز    | الدوري الوطني لكرة القاعدة للمُحترفين          | 39             | 111              | .260       | 63½                          |
| 1895   | لويسفيل كولونيلز    | الدوري الوطني لكرة القاعدة للمُحترفين          | 35             | 96               | .267       | 52½                          |
| 1890   | بوفالو بيسونز       | دوري اللاعبين الوطني لكرة القاعدة للمحترفين   | 36             | 96               | .273       | 46½                          |
| 1894   | لويسفيل كولونيلز    | الدوري الوطني لكرة القاعدة للمُحترفين          | 36             | 94               | .277       | 54                           |
| 1896   | لويسفيل كولونيلز    | الدوري الوطني لكرة القاعدة للمُحترفين          | 38             | 93               | .290       | 53                           |
| 1887   | إنديانابوليس هوزيرز | الدوري الوطني لكرة القاعدة للمُحترفين          | 37             | 89               | .294       | 43                           |
| 1895   | سانت لويس براونز    | الدوري الوطني لكرة القاعدة للمُحترفين          | 39             | 93               | .295       | 48½                          |
| 1887   | كليفلاند بلوز       | دوري الرابطة الأمريكية لكرة القاعدة للمحترفين | 39             | 92               | .298       | 54                           |

#### قبل عام 1886
كان من الشائع أن تنهي فرق كرة القاعدة مواسم مسابقات الدوري قبل عام 1886 بنسب فوز أقل من 0.300 بسبب الجداول الزمنية القصيرة للموسم الواحد وقلة عدد الفرق المشاركة في بعض الأحيان. لم يكن دوري رابطة الاتحاد الأمريكي لكرة القاعدة يُصنف وقتئذٍ كدوري رئيسي، إذ لم يتمّ اعتباره واحدا من مسابقات الدوري الرئيسية في كرة القاعدة سوى في عام 1922، كما لا يزال اعتبار بعض مسابقات الدوري الواردة في القائمة التالية مُسابقات دوري رئيسيّة من عدمه في ذلك الوقت موضع خلاف حتى الآن، حيث كانت أندية وفرق كرة القاعدة في الولايات المتحدة الأمريكية في ذلك الوقت تتنافس في أربعة مُسابقات دوري كبرى، وهي:
- دوري الرابطة الوطنية لكرة القاعدة (NA)
- الدوري الوطني لكرة القاعدة للمُحترفين (NL)
- دوري الرابطة الأمريكية لكرة القاعدة للمحترفين (AA)
- دوري رابطة الاتحاد الأمريكي لكرة القاعدة (UA)

ويوضح الجدول التالي قائمة الفرق التي احتلت المركز الأخير خلال مواسم الدوري الوطني لكرة القاعدة:
| الموسم | الفريق                | الدوري                                        | عدد مرات الفوز | عدد مرات الخسارة | نسبة الفوز | فارق نسبة الفوز عن أقرب فريق |
| ------ | --------------------- | --------------------------------------------- | -------------- | ---------------- | ---------- | ---------------------------- |
| 1875   | بروكلن أتلانتكس       | دوري الرابطة الوطنية لكرة القاعدة             | 2              | 42               | .045       | 51.5                         |
| 1873   | إليزابيث ريزوليوتس    | دوري الرابطة الوطنية لكرة القاعدة             | 2              | 21               | .087       | 23                           |
| 1872   | بروكلن إكفوردز        | دوري الرابطة الوطنية لكرة القاعدة             | 3              | 26               | .103       | 27                           |
| 1884   | ويلمنغتون كويكستبس    | دوري رابطة الاتحاد الأمريكي لكرة القاعدة      | 2              | 16               | .111       | 44.5                         |
| 1876   | سينسيناتي ريدز        | الدوري الوطني لكرة القاعدة للمُحترفين          | 9              | 56               | .139       | 42.5                         |
| 1875   | نيو هافن إلم سيتيز    | دوري الرابطة الوطنية لكرة القاعدة             | 7              | 40               | .149       | 48                           |
| 1871   | روكفورد فورست سيتيز   | دوري الرابطة الوطنية لكرة القاعدة             | 4              | 21               | .160       | 15.5                         |
| 1883   | فيلادلفيا كواكرز      | الدوري الوطني لكرة القاعدة للمُحترفين          | 17             | 81               | .173       | 46                           |
| 1875   | واشنطن ناشونالز       | دوري الرابطة الوطنية لكرة القاعدة             | 5              | 23               | .179       | 40.5                         |
| 1884   | واشنطن ناشونالز       | دوري الرابطة الأمريكية لكرة القاعدة للمحترفين | 12             | 51               | .191       | 41                           |
| 1874   | بالتيمور كاناريز      | دوري الرابطة الوطنية لكرة القاعدة             | 9              | 38               | .192       | 31.5                         |
| 1884   | كانساس سيتي كاوبويز   | دوري رابطة الاتحاد الأمريكي لكرة القاعدة      | 16             | 63               | .203       | 61                           |
| 1873   | واشنطن بلو ليجز       | دوري الرابطة الوطنية لكرة القاعدة             | 8              | 31               | .205       | 25                           |
| 1875   | سانت لويس ريد ستوكينغ | دوري الرابطة الوطنية لكرة القاعدة             | 4              | 15               | .210       | 37                           |
| 1882   | ووركستر ووركسترز      | الدوري الوطني لكرة القاعدة للمُحترفين          | 18             | 66               | .214       | 37                           |
| 1876   | فيلادلفيا أثلتكس      | الدوري الوطني لكرة القاعدة للمُحترفين          | 14             | 45               | .237       | 34.5                         |
| 1884   | ألتونا ماونتين سيتيز  | دوري رابطة الاتحاد الأمريكي لكرة القاعدة      | 6              | 19               | .240       | 44                           |
| 1878   | ميلووكي غرايز         | الدوري الوطني لكرة القاعدة للمُحترفين          | 15             | 45               | .250       | 26                           |
| 1884   | ديترويت وولفرينز      | الدوري الوطني لكرة القاعدة للمُحترفين          | 28             | 84               | .250       | 56                           |
| 1879   | تروي تروجنز           | الدوري الوطني لكرة القاعدة للمُحترفين          | 19             | 56               | .253       | 35.5                         |
| 1882   | بالتيمور أوريولز      | دوري الرابطة الأمريكية لكرة القاعدة للمحترفين | 19             | 54               | .260       | 32.5                         |
| 1880   | سينسيناتي ستارز       | الدوري الوطني لكرة القاعدة للمُحترفين          | 21             | 59               | .263       | 44                           |
| 1877   | سينسيناتي ريدز        | الدوري الوطني لكرة القاعدة للمُحترفين          | 15             | 42               | .263       | 25.5                         |
| 1884   | إنديانابوليس هوزيرز   | دوري الرابطة الأمريكية لكرة القاعدة للمحترفين | 29             | 78               | .271       | 46                           |
| 1884   | بيتسبرج بايرتس        | دوري الرابطة الأمريكية لكرة القاعدة للمحترفين | 30             | 78               | .278       | 45.5                         |
| 1884   | ريتشموند فرجينيانز    | دوري الرابطة الأمريكية لكرة القاعدة للمحترفين | 12             | 30               | .286       | 30.5                         |
| 1883   | بالتيمور أوريولز      | دوري الرابطة الأمريكية لكرة القاعدة للمحترفين | 28             | 68               | .292       | 37                           |
| 1880   | بوفالو بيسونز         | الدوري الوطني لكرة القاعدة للمُحترفين          | 24             | 58               | .293       | 42                           |